# James Corcoran
James Corcoran é um sonoplasta estadunidense. Venceu o Oscar de melhor mixagem de som na edição de 1966 por The Sound of Music, ao lado de Fred Hynes.